# Бархатница фатуя
Бархатница фатуя, или сатир фатуя (Hipparchia fatua ), — вид дневных бабочек семейства Бархатницы, вид рода Hipparchia.

## Этимология
Fatua (мифология) — Фатуя, жена или дочь Фавна; «придурковатая», «слабоумная».

## Описание
Длина переднего крыла самцов 25-27 мм, самок 26-29 мм. Переднее крыло на верхней стороне коричнево-бурого цвета, однотонное, с двумя слабо выделяющимися тёмными слепыми глазчатыми пятнами, мелкими белесоватыми штрихами. Заднее крыло на верхней стороне окрашено светлее, коричневато-серого цвета, с темной линией, состоящей из отдельных фрагментов, и мелким глазчатым пятном в ячейке Сu1-Сu2. Внешний край заднего крыла волнистый. Нижняя сторона белесовато-серая и серая с тонкой изломанной постдискальной линией, узкой белой перевязья, крупным глазчатым пятном с белым центром и желтоватой обводке у вершины переднего крыла, слепым глазчатым пятном с желтоватой обводкой в ячейке Сu1-Сu2 и двумя белыми пятнами; с многочисленными мелкими пестринами, темными линиями; на заднем крыле ячейка Сu1-Сu2 с мелким глазчатым пятном. Крылья самок сверху светлее, чем у самцов, коричневато-серого цвета. На переднем крыле всегда имеется два белых мазка между глазчатыми пятнами.

## Ареал
Балканский полуостров, Средняя Азия, Малая Азия, Ближний Восток (Сирия, Иордания, Ливан, Израиль), Северный Иран. В Закавказье обитает в аридных редколесиях и на участках лесостепи и нагорно-ксерофильной растительности на юге Армении и в Нахичеванской Автономной Республике.

## Биология
Развивается в одном поколении за год. Время лёта с июня по август. Бабочки часто сидят в растительности на земле, на коре деревьев у основания. Довольно пугливы. Самка откладывает одиночные яйца поштучно на нижнюю сторону сухих стеблей кормовых растений. Кормовые растения гусениц — злаки.